# Paralimnophila guttulicosta
Paralimnophila guttulicosta är en tvåvingeart som först beskrevs av Alexander 1934.  Paralimnophila guttulicosta ingår i släktet Paralimnophila och familjen småharkrankar. Inga underarter finns listade i Catalogue of Life.